# Sergei Volkov (patinador)
Sergei Nikolayevich Volkov (em russo:  Серге́й Никола́евич Во́лков; Moscou, RSFS da Rússia, 19 de abril de 1949 – Kharkiv, RSS da Ucrânia, 31 de agosto de 1990) foi um patinador artístico soviético. Volkov conquistou uma medalha de ouro e uma de prata em campeonatos mundiais, e uma medalha de prata em campeonatos europeus. Ele também competiu nos Jogos Olímpicos de Inverno de 1968 e 1976.
Volkov morreu em 31 de agosto de 1990 em Kharkiv decorrente de câncer de estômago.

## Principais resultados
| Resultados                                            | Resultados       | Resultados        | Resultados        | Resultados       | Resultados        | Resultados        | Resultados       | Resultados       | Resultados      | Resultados        | Resultados       | Resultados    |
| Internacional                                         | Internacional    | Internacional     | Internacional     | Internacional    | Internacional     | Internacional     | Internacional    | Internacional    | Internacional   | Internacional     | Internacional    | Internacional |
| Evento/Temporada                                      | 1967– 1968       | 1968– 1969        | 1969– 1970        | 1970– 1971       | 1971– 1972        | 1972– 1973        | 1973– 1974       | 1974– 1975       | 1975– 1976      | 1976– 1977        | 1977– 1978       |               |
| ----------------------------------------------------- | ---------------- | ----------------- | ----------------- | ---------------- | ----------------- | ----------------- | ---------------- | ---------------- | --------------- | ----------------- | ---------------- | ------------- |
| Jogos Olímpicos                                       | 18.º             |                   |                   |                  |                   |                   |                  |                  | 5.º             |                   |                  |               |
| Campeonato Mundial                                    |                  |                   | 7.º               |                  | 10.º              |                   | Medalha de prata | Medalha de ouro  |                 |                   |                  |               |
| Campeonato Europeu                                    | 12.º             | 7.º               | 5.º               | 6.º              |                   | 5.º               | Medalha de prata | 4.º              | 5.º             |                   |                  |               |
| Prize of Moscow News                                  | Medalha de prata |                   | Medalha de ouro   | Medalha de prata | Medalha de bronze |                   |                  | Medalha de prata |                 | Medalha de bronze | Medalha de prata |               |
| Universíada                                           |                  |                   | Medalha de bronze |                  |                   |                   |                  |                  |                 |                   |                  |               |
| Nacional                                              |                  |                   |                   |                  |                   |                   |                  |                  |                 |                   |                  |               |
| Campeonato Soviético                                  | 4.º              | Medalha de bronze | Medalha de prata  | Medalha de prata | Medalha de prata  | Medalha de bronze | Medalha de ouro  | Medalha de prata | Medalha de ouro | Medalha de bronze | 5.º              |               |
|                                                       |                  |                   |                   |                  |                   |                   |                  |                  |                 |                   |                  |               |
| Legenda: Competição não foi disputada nesta temporada |                  |                   |                   |                  |                   |                   |                  |                  |                 |                   |                  |               |